# Сефарди
Сефа́рди (івр. סְפָרַדִּים‬, Sefaraddim, або івр. יְהוּדֵי סְפָרַד‬, Ye'hude Sepharad, «іспанські євреї»; англ. Sephardim, Sephardi Jews) — етнографічна група єврейського народу. Сформувалася на Піренейському півострові та у Північній Африці після міграцій юдеїв у Римській імперії та, згодом, у Халіфаті. Історично, побутовою мовою сефардських євреїв була ладіно (жудезмо, сефардська мова). У власній літургічній традиції використовується сефардський варіант вимови гебрейської.

## Етимологія
Термін сефард походить від Сфарад, що на івриті означає «Іспанія». Золота доба сефардської мови і культури припала на час мусульманського правління в Іспанії.
Після завершення Реконкісти в 1492 році сотні тисяч романомовних євреїв, що відмовилися прийняти християнство (див. Марани), були вигнані з країни.
Срібна доба сефардської культури розпочалася після Вигнання з Іспанії. Сефардські євреї були запрошені турками-османами для заселення Балканських міст, захоплених після поразки Візантії. Пальму першості в цьому взяли Салоніки. Боячись поступового повернення в розграбоване місто греків і слов'ян — християн із сусідніх сіл, турки воліли заселити його євреями. Аж до початку XX століття євреї становили понад половину населення 100-тисячного міста, а його основною мовою став ладіно. Голокост у роки німецької окупації і масова еміграція євреїв до США й Ізраїлю призвели до зникнення колись багатої і досить впливової національної більшості в Салоніках.
Стали називатися сефардами (на сучасному івриті — «іспанці») після їх вигнання з Іспанії і Португалії наприкінці 1492 і після виходу з Піренейського півострова згодом (у XVI–XVIII ст.). Традиційно розмовляли мовою ладіно (сефардською), що є діалектом іспанської.

## Походження
Переселилися на південь і південний схід (країни Північної Африки), на схід (Палестина, Мала Азія, Балканський півострів, Апеннінський півострів), на північний схід (Південь Франції), на північ (Англія, Нідерланди), на захід (відпливли з Колумбом). У північній Африці вигнані іспанські євреї асимілювалися в місцеві єврейські громади, в інших країнах розселення іспанських євреїв асиміляція відбувалася в нові мовні культури. Однак у Туреччині й Греції їхні нащадки залишалися ладиномовними аж до середини XX століття.
З утворенням Держави Ізраїль у 1948 р.більшість ладіномовних сефардів Туреччини й Греції іммігрували до Ізраїлю, відбувається процес їхньої асиміляції з іншими євреями Ізраїлю і забування мови ладино. Сьогодні в Ізраїлі сефардами або євреями сефардського спрямування вважаються не тільки сефарди у вузькому сенсі слова, а і євреї-репатріанти з арабських країн, курдські, перські, афганські, середньоазійські, грузинські, кавказькі та кочинські євреї. Це пов'язано з тим, що ці євреї сповідують юдаїзм іспанського (сефардського) канону, що відрізняється від німецького (ашкеназького), оскільки розвивався незалежно від нього. Незважаючи на те, що вигнані сефарди оселилися головно в басейні Середземного моря, сефардський канон поширився далеко за межі їхніх нових поселень. Нащадками вигнаних сефардів є болгарські євреї, євреї в західній частині Туреччини (турецькі євреї), грецькі євреї, югославські євреї, італійські євреї. Ці євреї мають право на іспанське громадянство відповідно до сучасних законів Іспанії.

## Групи
- Західні сефарди — нащадки іспано-португальських євреїв, що лишилися на Піренейському півострові після вигнання юдеїв у 1492—1497 роках, прийнявши християнство.
- Східні сефарди — нащадки євреїв, які після вигнання з Іспанії і Португалії у 1492—1497 роках оселилися в Османській імперії.
- Північноафриканські сефарди
- Іспанські євреї
- Португальські євреї

## Чисельність
- Ізраїль 725,000
- Франція 350,000
- США 100,000
- Аргентина 60,000
- Канада 60,000
- Бразилія 60,000
- Мексика 40,000
- Венесуела 35,000
- Уругвай 30,000
- Італія 30,000
- Туреччина 25,000
- Греція 18,000
- Іспанія 12,000
- Греція 8,500
- Чилі 8.000
- Марокко 6,000
- Болгарія 5,000
- Колумбія 5,000
- Куба 3,500
- Сербія 3,000
- Хорватія 3,000
- Перу 3,000
- Португалія 2,500

## Персоналії
- Барух Спіноза — філософ.
- Каміль Піссарро — художник.
- Бенджамін Натан Кардозо — юрист.
- Абрахам Пайс — фізик.
- П'єр Мендес-Франс — прем'єр Франції.
- Ніколас Мадуро — президент Венесуели.
- Емма Лазарус — письменниця.
- Еміліо Джино Сегре — фізик.
- Сальвадор Лурія — мікробіолог.
- Еліас Канетті — письменник.
- Рита Леві-Монтальчині — нейробіолог.
- Клод Коен-Таннуджі — фізик.